# Landkreis München
Landkreis München er med over 310.000 indbyggere, den befolkningsmæssigt største Landkreis i Bayern. Den ligger midt i Regierungsbezirk Oberbayern og omslutter i nord, øst og syd den kreisfri by München. Den største kommune i kreisen er byen Unterschleißheim. Nabolandkreise er  mid nord landkreisene Dachau, Freising og Erding, mod øst  Landkreis Ebersberg, mod syd landkreisene Rosenheim, Miesbach og Bad Tölz-Wolfratshausen og mod vest Landkreis Starnberg og på eet kort stræk Landkreis Fürstenfeldbruck.

## Geografi
Landkreisen ligger hovedsageligt på den store slette Münchner Schotterebene, som mod syd gennemskæres af floden Isar. 

## Byer og kommuner
Kreisen havde 348871  indbyggere pr.  2018-12-31

| Byer 1. Garching bei München (17711) 2. Unterschleißheim (28907) 3. Haar (21185) Kommunefrie områder (69.97 km²) 1. Forstenrieder Park (37,08 km²) 2. Grünwalder Forst (19,53 km²) 3. Perlacher Forst (13,36 km²) | Kommuner 1. Aschheim (9198) 2. Aying (5381) 3. Baierbrunn (3264) 4. Brunnthal (5546) 5. Feldkirchen (7526) 6. Gräfelfing (13939) 7. Grasbrunn (6904) 8. Grünwald (11139) 9. Hohenbrunn (8823) 10. Höhenkirchen-Siegertsbrunn (10872) 11. Ismaning (17120) 12. Kirchheim bei München (12806) 13. Neubiberg (14538) 14. Neuried (8643) 15. Oberhaching (13657) 16. Oberschleißheim (11810) 17. Ottobrunn (21542) 18. Planegg (11126) 19. Pullach im Isartal (8983) 20. Putzbrunn (6687) 21. Sauerlach (8194) 22. Schäftlarn (5853) 23. Straßlach-Dingharting (3206) 24. Taufkirchen (18035) 25. Unterföhring (11296) 26. Unterhaching (24980) |